# Rudolf Miele
Rudolf Miele (* 4. November 1929 in Gütersloh; † 19. August 2004 ebenda) war ein deutscher Unternehmer.
Miele machte 1948 am Evangelisch Stiftischen Gymnasium Gütersloh Abitur.
Ab 1960 war er geschäftsführender Gesellschafter des Hausgeräteherstellers Miele. Er war ein Sohn von Carl Miele jun. (1897–1986) und Enkel des Miele-Gründers Carl Miele sen. (1869–1938). Rudolf Miele wurde 1999, wie schon zuvor sein Großvater und sein Vater, zum Ehrenbürger der Stadt Gütersloh ernannt.
1999 kaufte Rudolf Miele ein von dem Hausgerätehersteller Miele vor dem Ersten Weltkrieg produziertes (und als einziges erhalten gebliebenes) Automobil, und zwar einen Miele K 3, aus Norwegen zurück.

## Auszeichnungen
- Verdienstkreuz I. Klasse der Bundesrepublik Deutschland
- Ehrenbürger der Stadt Gütersloh

| Personendaten    | Personendaten         |
| ---------------- | --------------------- |
| NAME             | Miele, Rudolf         |
| KURZBESCHREIBUNG | deutscher Unternehmer |
| GEBURTSDATUM     | 4. November 1929      |
| GEBURTSORT       | Gütersloh             |
| STERBEDATUM      | 19. August 2004       |
| STERBEORT        | Gütersloh             |